# Clayton (New Mexico)
Clayton is een plaats (town) in de Amerikaanse staat New Mexico, en valt bestuurlijk gezien onder Union County.

## Demografie
Bij de volkstelling in 2000 werd het aantal inwoners vastgesteld op 2524. In 2006 is het aantal inwoners door het United States Census Bureau geschat op 2132, een daling van 392 (-15,5%).

## Geografie
Volgens het United States Census Bureau beslaat de plaats een oppervlakte van 12,2 km², geheel bestaande uit land. Clayton ligt op ongeveer 1541 m boven zeeniveau.

## Plaatsen in de nabije omgeving
De onderstaande figuur toont nabijgelegen plaatsen in een straal van 68 km rond Clayton.